# دم‌پرچمی هاوایی
دم‌پرچمی هاوایی (نام علمی: Kuhlia) نام یک سرده از تیره دم پرچمی است.